# Tracciante (chimica)
Un tracciante è un atomo o una molecola che lascia una traccia misurabile, permettendo di ottenere informazioni sulla distribuzione nello spazio e/o sulla cinetica temporale di una sostanza (sostanza tracciata) con la quale il tracciante si mescola.
Il mescolamento del tracciante con la sostanza tracciata può aver luogo con diversi meccanismi, ad esempio per diffusione passiva, trasporto attivo o tramite processi chimici, biochimici o metabolici.
Il tracciante può essere chimicamente identico alla sostanza tracciata (tracciante omogeneo), quindi con identica evoluzione spazio-temporale, oppure può avere in comune con la sostanza tracciata solo alcuni comportamenti di interesse (tracciante eterogeneo), eventualmente anche solo un'analoga distribuzione spaziale (tracciante di volume o di flusso). 
Si usa classificare i traccianti in due categorie: radiotraccianti e traccianti stabili.

## Radiotraccianti
Nel caso dei radiotraccianti, la traccia misurabile consiste nell'emissione spontanea di radiazioni elettromagnetiche (e.m.) in seguito al decadimento radioattivo di un radioisotopo, che può costituire di per sé il tracciante o può essere usato per marcare stabilmente una molecola usata come tracciante. 
I radiotraccianti trovano un impiego esteso in medicina nucleare a scopo diagnostico, nella scintigrafia con gamma camera, nella tomografia a emissione di positroni (PET, “Positron Emission Tomography”), e nelle tecniche di dosaggio radioimmunologico. In queste applicazioni il radioisotopo o la molecola con esso marcata sono più propriamente detti “radiofarmaci”.
In qualche caso i radiotraccianti vengono usati anche in campo industriale, ad esempio per la misura di portata nei gasdotti o per l'individuazione di perdite in grandi impianti idraulici. 
Si deve tenere presente che l'uso dei radiotraccianti, a causa delle radiazioni ionizzanti emesse,  implica un rischio di irraggiamento e contaminazione che riguarda sempre gli operatori e spesso anche l'ambiente (la popolazione in genere), ma che può anche riguardare il paziente allorché il radioisotopo venga somministrato “in vivo” a scopo diagnostico. 

## Traccianti stabili
I traccianti stabili possono essere usati se la loro concentrazione può essere univocamente determinata con tecnica fisica “in vivo”, o analitica “in vitro”.

Un esempio dell'uso medico di traccianti stabili “in vivo” è costituito dalle tecniche radiologiche con mezzo di contrasto, sia in radiografia, con mezzi di contrasto iodati, sia in risonanza magnetica con mezzi di contrasto paramagnetici, come il gadolinio. In questi casi, la distribuzione spaziale e la redistribuzione temporale del tracciante può essere rilevata con sequenze di immagini radiografiche o, rispettivamente, di Risonanza Magnetica Nucleare. Trattandosi di traccianti eterogenei, le informazioni che si ottengono riguardano generalmente il flusso ematico di trasporto del tracciante e/o il volume di distribuzione, quindi la sua morfologia, con la possibilità di evidenziare anomalie anatomo-funzionali (stenosi o aneurismi vascolari, riduzioni di flusso, versamenti interni, ecc.).
Anche i coloranti, nelle loro molteplici applicazioni sia in campo medico che non, sono da considerarsi traccianti eterogenei stabili.